# Hrimthursum
Hrimthursum è un album dei Necrophobic del 2002.

## Tracce
1. The Slaughter of Baby Jesus – 3:15 (Tobias Sidegård)
2. Blinded by Light, Enlightened by Darkness – 4:03 (Sebastian Ramstedt)
3. I Strike with Wrath – 5:53 (Sidegård, Ramstedt)
4. Age of Chaos – 5:51 (Sidegård)
5. Bloodshed Eyes – 4:07 (Sidegård, Ramstedt)
6. The Crossing – 6:19 (Sidegård, Ramstedt)
7. Eternal Winter – 5:21 (Sidegård, Ramstedt)
8. Death Immaculate – 4:41 (Ramstedt, Johan Bergebäck)
9. Sitra Ahra – 5:56 (Sidegård, Ramstedt)
10. Serpents (Beneath the Forest of the Dead) – 3:45 (Ramstedt)
11. Black Hate – 4:00 (Sidegård, Ramstedt, Bergebäck)
12. Hrimthursum – 6:03 (Ramstedt, Sidegård, Joakim Sterner)

## Formazione
- Tobias Sidegård - voce, basso, campionamenti
- Sebastian Ramstedt - chitarra
- Johan Bergebäck - chitarra
- Joakim Sterner - batteria